# Nokia 2110
Le Nokia 2110 est un téléphone cellulaire fabriqué par la société de télécommunications finlandaise Nokia, annoncé pour la première fois en février 1993. Il s'agit du premier téléphone Nokia avec la célèbre sonnerie Nokia Tune. Le téléphone peut envoyer et recevoir des SMS ; et répertorie dix appels composés, dix appels reçus et dix appels manqués. Au moment de la sortie de ce téléphone, il était plus petit que les autres de prix proches et avait un écran plus grand, il est donc devenu très populaire. Il dispose également d'une nouvelle interface utilisateur « révolutionnaire » avec deux touches programmables dynamiques, qui conduira plus tard au développement de la touche Navi sur son successeur, le Nokia 6110, ainsi que l'interface de la série 20,.
Une version ultérieure, le Nokia 2110i, commercialisé en 1994, est livré avec plus de mémoire et un bouton d'antenne en saillie.
Une variante de ce modèle, le Nokia 2140 (plus communément appelé Nokia Orange), est le téléphone de lancement sur le réseau britannique Orange (aujourd'hui EE). Il différait en ce qu'il était conçu pour fonctionner sur la fréquence de 1800 MHz alors utilisée par Orange, et avait une conception légèrement moins bulbeuse.
Un modèle nord-américain, le Nokia 2190, était également disponible. C'est l'un des premiers téléphones disponibles pour les services mobiles de Pacific Bell et le réseau GSM 1900 nouvellement lancé par Powertel en 1995. Une version pour Digital AMPS (en) a été produite sous le nom de Nokia 2120.
Une autre variante, le Nokia C6, a été introduite en 1997 pour le C-Netz (en) analogique allemand